# Chronologie de l'histoire du Québec (1760 à 1773)
Cette section de la Chronologie de l'histoire du Québec et de la Nouvelle-France concerne les événements entre la capitulation de Québec et l'adoption de l'Acte de Québec par le parlement britannique.

## Années 1760
- 1760 - Population de la Nouvelle-France : 65,000.
- 1760 - Le 28 avril, les Français et les Canadiens remportent leur dernière victoire contre les Britanniques durant la bataille de Sainte-Foy près de Québec.
- 1760 - Le 15 juin, Vaudreuil et Bigot annoncent aux Canadiens que le gouvernement suspendait le paiement des lettres de change.
- 1760 - La bataille de la Ristigouche, dernière lutte entre Français et Britanniques en Amérique, a lieu le 8 juillet.
- 1760 - Le 8 septembre, Montréal capitule. Le gouverneur Pierre de Rigaud de Vaudreuil signe la paix avec le commandement britannique. Voir Capitulation de Montréal.
- 1760 - Le général James Murray fait pendre Joseph Nadeau, meunier de profession, parce qu'il brava les restrictions imposées par l'occupant britannique en fournissant secrètement du pain pour nourrir la population canadienne durement éprouvée. Murray le fit arrêter et pendre à une poutre extérieure du moulin à blé de Nadeau et son corps demeura exposé pendant plusieurs jours.
- 1760 - La colonie conserva ses trois districts distincts, identiques aux trois anciens gouvernements de Québec,  Trois-Rivières et  Montréal. Ayant ses propres gouverneurs, ses garnison  d'armées régulières britanniques, pour circuler d'un district à l'autre, il fallait un passeport accordé par le gouverneur du lieu, les frontières étant protégées par des garnisons militaires. Les représentants de l'Église catholique ne pouvaient couvrir l'ensemble des trois colonies.
- 1762 - Traité de Fontainebleau, la France perd la Louisiane au profit de l'Espagne
- 1763 - La guerre de Sept Ans prend fin avec la signature du traité de Paris le 10 février. Par ce traité, la Nouvelle-France est démantelée. Le Canada et toutes ses dépendances de même que l'île Royale, sont confirmés appartenir à la Grande-Bretagne. La Louisiane, elle, est passée à l'Espagne par le traité secret de Fontainebleau en 1762. C'est la fin du contrôle de la France au Canada.
- 1763 - À la suite du traité de Paris (1763), il devient interdit aux Jésuites de recruter ou de recevoir de nouveaux membres.
- 1763 - Marie-Josephte Corriveau est pendue pour le meurtre de son second mari, Louis Dodier, le 18 avril. Son corps sera exposé dans une cage à Pointe-Lévy.
- 1763-1766 - En mai, le chef amérindien Pontiac crée une coalition de tribus autochtones et mène une série d'attaques contre des comptoirs britanniques. Le soulèvement se poursuit jusqu'à la signature d'un traité de paix à Oswego le 24 juillet 1766.
- 1763 - Avec la proclamation royale de 1763 le 7 octobre, le Canada, cœur de la Nouvelle-France, est renommée la « Province of Quebec ».
- 1763 - James Murray devient gouverneur de la province de Québec le 21 novembre.
- 1764 - William Brown et Thomas Gilmore publient la première édition du journal The Quebec Gazette / La Gazette de Québec le 21 juin qui sera bilingue jusqu'en 1842.
- 1764 - Le 17 septembre, des cours civiles sont instaurées, ce qui met fin au règne militaire de la province de Québec.
- 1764 - Des marchands britanniques demandent au gouverneur James Murray de remplacer le Code civil français par le « common law » britannique et d'instaurer une chambre des communes pour les protestants anglophones uniquement.
- 1764 - Le 29 octobre, 94 marchands canadiens soumettent une première pétition dans laquelle on demande que les ordres du roi soient disponibles en français et qu'il soit possible à tous les Canadiens de participer au gouvernement.
- 1764 - On permet aux Acadiens en exil de retourner chez eux, en Nouvelle-Écosse.
- 1765 - La population de la province de Québec atteint 69 810 âmes.
- 1765 - Le 7 janvier, pétition des Canadiens qui expriment leur mécontentement au sujet de l'administration de la justice.
- 1766 - Mgr Briand, après avoir été sacré évêque en France, arrive à Québec le 28 juin.
- 1766 - Censuré par ses supérieurs, le gouverneur Murray est rappelé à Londres et quitte la colonie le 28 juin.
- 1767 - Le 3 février, pétition des seigneurs canadiens de Montréal au roi.
- 1767 - Dans une lettre à Shelburne, datée du 24 décembre, Carleton critique sévèrement le régime établi depuis 1764.
- 1768 - Le 26 octobre, Guy Carleton, futur baron de Dorchester, devient gouverneur de la province de Québec.

## Années 1770
- 1770 - Le gouverneur Carleton se rend à Londres pour s'entretenir avec les ministres de la Province of Quebec.
- 1771 - Le 2 juillet, de nouvelles instructions, adressées par le roi à Carleton, permettent à nouveau que des terres soient attribuées en fief et en seigneurie à la suite de la Proclamation royale de 1763.
- 1772 - Mgr d'Esgly est sacré évêque coadjuteur le 2 juillet.
- 1773 - En octobre et novembre, des marchands britanniques, appuyés par quelques marchands canadiens, envoient une pétition au roi dans laquelle on demande une assemblée élective.
- 1773 - En décembre, des seigneurs canadiens soumettent une pétition et un mémoire dans lesquels ils demandent que les nouveaux sujets (les Canadiens) obtiennent les mêmes droits et privilèges que les anciens sujets britanniques.

| Chronologie de l'histoire du Québec |             |             |
| 1663 à 1759                         | 1760 à 1773 | 1774 à 1790 |

| Chronologie de l'histoire de la Nouvelle-France |             |                           |
| 1663 à 1759                                     | 1760 à 1763 | Fin de la Nouvelle-France |